# ニコラス・シリ
ニコラス・エルナン・シリ・カーノ（Nicolás Hernán Siri Cagno, 2004年4月17日 - ）は、ウルグアイ・モンテビデオ県モンテビデオ出身のサッカー選手。カンペオナート・ウルグアージョ・モンテビデオ・シティ・トルケ所属。ポジションはFW。

## クラブ経歴
2020年にダヌービオFCのトップチームに昇格。9月21日のCAボストン・リーベル戦で16歳でプロデビュー。2021年3月13日のナシオナル戦でプロ初ゴールを決め、更に一週間後の同月19日のボストン・リーベル戦では、国内リーグ史上最年少となるハットトリックを達成。早速世界中のメディアから「ウルグアイの新たなワンダーキッド」として紹介され、早くもFCバルセロナが、シリの獲得を目指していると報じられた。
しかし同年8月27日にシティ・フットボール・グループのモンテビデオ・シティ・トルケが5年契約で彼を獲得した
。

## 人物
- 兄のエンソ・シリもサッカー選手で、同じダヌービオFCでデビューしている。